# Sargocentron tiereoides
Sargocentron tiereoides är en fiskart som först beskrevs av Bleeker, 1853.  Sargocentron tiereoides ingår i släktet Sargocentron och familjen Holocentridae. Inga underarter finns listade i Catalogue of Life.